# 해원군
해원군 이건(海原君 李健, 1614년 ∼ 1662년)은 조선의 왕족 종실이다.

## 생애

### 일생
인성군 이공의 3남(三男)으로 출생한 그는 일찍이 1619년 해원정(海原正)에 책봉되었는데 아버지 인성군이 반정공신 이귀(李貴)의 핍박 섞인 모함으로 인하여 모반역모 혐의를 받자 1628년을 기하여 형 해평군 · 해안군, 아우 해양군 등과 아울러 역신의 후손이라 하여 전라도 제주에 유배되었다가 뒤 1635년 전라도 제주에서 경상도 울진으로 이배되었고 2년 후 1637년 석방되었다.
20년 후 1657년 해원군(海原君)에 진책되었으며 이후 청렴한 성품을 발휘하여 자신의 사저(私邸)에 조그만 서실(書室)을 짓고 그곳에서 한시와 시조를 작시와 아울러 서예와 서화에 열중하여 당시 사람들이 삼절(三絶)이라 칭하였다.

### 기타 이력
그의 저서에는 《규창집(葵窓集)》 등이 있다.

## 가계
- 조부 : 선조
- 조모 : 정빈 민씨(靜嬪 閔氏)
  - 아버지 : 인성군
  - 어머니 : 군부인 해평 윤씨(君夫人 海平尹氏) - 형조판서 증 영의정 윤승길(尹承吉)의 딸
    - 부인 : 군부인 풍산 심씨(君夫人 豊山沈氏) - 사과 심위(沈闈)의 딸
      - 아들 : ?
      - 아들 : ?
      - 아들 : 화춘군 이정(花春君 李瀞)
      - 아들 : ?
      - 딸 : 전주 이씨
      - 사위 : 청송 심씨 심정기(沈廷耆) - 풍덕부사 심익선(沈益善)의 아들, 효종의 부마 청평도위(靑平都尉) 심익현(沈益顯)의 조카, 영의정 심지원(沈之源)의 손자, 삭녕군수